# Bolquère
Bolquère (Bolquera en idioma catalán) es una localidad  y comuna francesa, situada en el departamento de Pirineos Orientales en la región de Occitania, perteneciente a la Alta Cerdaña.
A sus habitantes se les conoce por el gentilicio bolquèrois en francés o bolquerats en catalán.

## Geografía

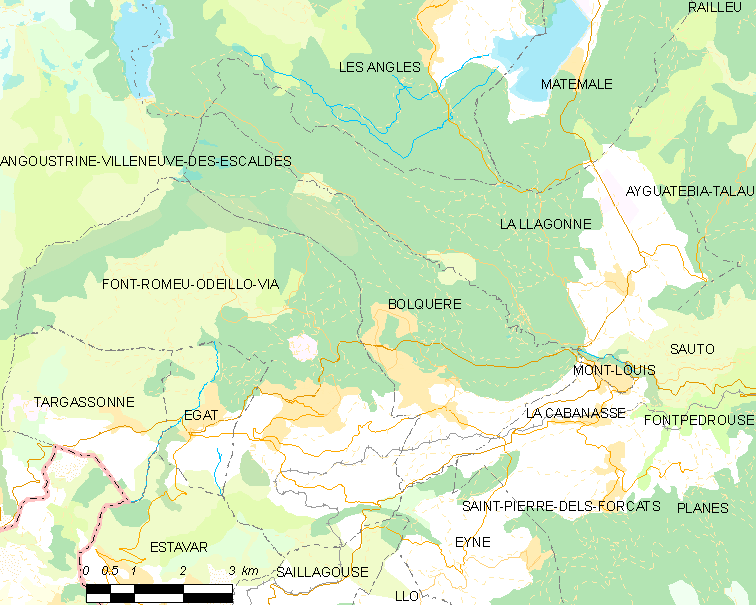
Situación de Bolquère

## Demografía
| 270 | 278 | 288 | 318 | 339 | 338 | 378 | 380 | 390 | 403 | 415 | 463 | 406 | 456 | 433 | 423 | 411 | 397 | 368 | 352 | 322 | 311 | 306 | 302 | 275 | 271 | 250 | 215 | 249 | 373 | 503 | 617 | 730 |
| Para los censos de 1962 a 1999 la población legal corresponde a la población sin duplicidades (Fuente: INSEE [Consultar]) |     |     |     |     |     |     |     |     |     |     |     |     |     |     |     |     |     |     |     |     |     |     |     |     |     |     |     |     |     |     |     |     |